# わがまま☆フェアリー ミルモでポン!のディスコグラフィ
わがまま☆フェアリー ミルモでポン!のディスコグラフィでは、『わがまま☆フェアリー ミルモでポン!』の関連CDについて記述する。

## キャラクターソング

### アニメ主題歌

#### プリティ・ケーキ・マジック
テレビアニメ『わがまま☆フェアリー ミルモでポン!』の主題歌が収録されているシングル。2002年8月28日にフェイスレコーズから発売された。
CDジャケットには、南楓、ミルモ、結木摂、リルム、日高安純、ヤシチ、ムルモが描かれている。歌は、作中で南楓を演じる中原麻衣が歌っている。
収録曲
1. プリティ・ケーキ・マジック
歌：kaede+Cheek Fairy
作詞：白峰美津子、作曲・編曲：渡部チェル
テレビアニメ『わがまま☆フェアリー ミルモでポン!』オープニングテーマ
2. ミルモのワルツ
歌：kaede
作詞：白峰美津子、作曲・編曲：渡部チェル
テレビアニメ『わがまま☆フェアリー ミルモでポン!』エンディングテーマ
3. プリティ・ケーキ・マジック（カラオケ）
4. ミルモのワルツ（カラオケ）

#### ハッピー♥ラッキー 〜お願いミルモ〜
テレビアニメ『わがまま☆フェアリー ミルモでポン!』の主題歌と挿入歌を収録したシングル。2003年4月23日にオープニングテーマと挿入歌を収録したシングルが、2003年12月21日には、TVバージョンを収録したプチシリーズがトライエムから発売された。
概要
テレビアニメ『わがまま☆フェアリー ミルモでポン!』のオープニングテーマと挿入歌を収録している。CDジャケットには、南楓、ミルモ、日高安純、ヤシチ、サスケ、ハンゾー、ミモモ、ペータ、マンボ、ビケー、アンナ、ライチ、オチョー、ミモモが描かれている。歌は、作中で南楓を演じている中原麻衣が歌っている。
収録曲
1. ハッピー♥ラッキー 〜お願いミルモ〜
作詞：大森祥子 / 作曲：上畑正和 / 編曲：渡部チェル
テレビアニメ『わがまま☆フェアリー ミルモでポン!』オープニングテーマ
2. 13色目のFairy
作詞・作曲：田辺智沙 / 編曲：渡部チェル
テレビアニメ『わがまま☆フェアリー ミルモでポン!』挿入歌
3. ハッピー♥ラッキー 〜お願いミルモ〜（カラオケ）
4. 13色目のFairy（カラオケ）

##### プチシリーズ
概要
テレビアニメ『わがまま☆フェアリー ミルモでポン』のオープニングテーマのテレビバージョンを収録している。CDジャケットには、南楓、ミルモ、結木摂、リルムが描かれている。
収録曲
1. ハッピー♥ラッキー 〜お願いミルモ〜（TVバージョン）
#: 作詞：大森祥子 / 作曲：上畑正和 / 編曲：渡部チェル
テレビアニメ『わがまま☆フェアリー ミルモでポン!』オープニングテーマ
2. ハッピー♥ラッキー 〜お願いミルモ〜（TVバージョン）＜カラオケ＞

### シングル

#### 第1期
テレビアニメ『わがまま☆フェアリー ミルモでポン!』のキャラクターソング。

##### デュエットシリーズ

###### 1 ミルモ&楓
1. Be Be Happy 〜おれがミルモだ、チョコをくれ！〜
歌：ミルモ（小桜エツ子）
作詞：大森祥子 / 作曲・編曲：渡部チェル
2. 笑顔の花束
歌：南楓（中原麻衣）
作詞：うらん / 作曲・編曲：大久保薫
3. PRECIOUS MOMENT
歌：ミルモ&楓（小桜エツ子&中原麻衣）
作詞・作曲：田辺智沙 / 編曲：渡部チェル
テレビアニメ『わがまま☆フェアリー ミルモでポン!』エンディングテーマ
4. Be Be Happy 〜おれがミルモだ、チョコをくれ！〜（カラオケ）
5. 笑顔の花束（カラオケ）
6. PRECIOUS MOMENT（カラオケ）

###### 2 リルム&結木
1. リルムの日記
歌：リルム（麻績村まゆ子）
作詞：大森祥子 / 作曲・編曲：渡部チェル
2. 君を迎えに行く
歌：結木摂（徳本恭敏）
作詞：横山武 / 作曲・編曲：樫原伸彦
3. 大切なともだち
歌：リルム&結木（麻績村まゆ子&徳本恭敏）
作詞：うらん / 作曲・編曲：大久保薫
テレビアニメ『わがまま☆フェアリー ミルモでポン!』エンディングテーマ
4. リルムの日記（カラオケ）
5. 君を迎えに行く（カラオケ）
6. 大切なともだち（カラオケ）

###### 3 ヤシチ&安純
1. 妖精忍者見参!
歌：ヤシチ（ゆきじ）
作詞・作曲：田辺智沙 / 編曲：樫原伸彦
2. 恋のオーレ!
歌：日高安純（ひと美）
作詞：うらん / 作曲・編曲：大久保薫
3. 「ゴメンなさい」は魔法の言葉！
歌：ヤシチ&安純（ゆきじ&ひと美）
作詞：横山武 / 作曲・編曲：渡部チェル
テレビアニメ『わがまま☆フェアリー ミルモでポン!』エンディングテーマ
4. 妖精忍者見参!（カラオケ）
5. 恋のオーレ!（カラオケ）
6. 「ゴメンなさい」は魔法の言葉！（カラオケ）

###### 4 ムルモ&松竹
1. 無敵のプリティ大作戦
歌：ムルモ（釘宮理恵）
作詞：大森祥子 / 作曲・編曲：渡部チェル
2. シンデレラ・サマー
歌：松竹香（保志総一朗）
作詞：横山武 / 作曲・編曲：樫原伸彦
3. スペシャ〜ル スマイルッ！
歌：ムルモ&松竹（釘宮理恵&保志総一朗）
作詞：うらん / 作曲・編曲：大久保薫
テレビアニメ『わがまま☆フェアリー ミルモでポン!』エンディングテーマ
4. 無敵のプリティ大作戦（カラオケ）
5. シンデレラ・サマー（カラオケ）
6. スペシャ〜ル スマイルッ！（カラオケ）

##### プチシリーズ

###### PRECIOUS MOMENT
1. PRECIOUS MOMENT（TVバージョン）
作詞・作曲：田辺智沙 / 編曲：渡部チェル
テレビアニメ『わがまま☆フェアリー ミルモでポン!』エンディングテーマ
2. PRECIOUS MOMENT（TVバージョン）［カラオケ］

###### 大切なともだち
1. 大切なともだち（TVバージョン）
作詞：うらん / 作曲・編曲：大久保薫
テレビアニメ『わがまま☆フェアリー ミルモでポン!』エンディングテーマ
2. 大切なともだち（TVバージョン）［カラオケ］

###### 「ゴメンなさい」は魔法の言葉!
1. 「ゴメンなさい」は魔法の言葉！（TVバージョン）
作詞：横山武 / 作曲・編曲：渡部チェル
テレビアニメ『わがまま☆フェアリー ミルモでポン!』エンディングテーマ
2. 「ゴメンなさい」は魔法の言葉！（TVバージョン）［カラオケ］

###### スペシャ〜ル スマイルッ!
1. スペシャ〜ル スマイルッ！（TVバージョン）
作詞：うらん / 作曲・編曲：大久保薫
テレビアニメ『わがまま☆フェアリー ミルモでポン!』エンディングテーマ
2. スペシャ〜ル スマイルッ！（TVバージョン）［カラオケ］

#### 第4期

##### Vol.1 南楓
1. WITH
作詞・作曲・編曲：渡邊美佳
2. シアワセの種
作詞・作曲：渡邊美佳 / 編曲：菊谷知樹
3. WITH（off vocal version）
4. シアワセの種（off vocal version）

##### Vol.2 結木摂
1. Tears For Smile
作詞・作曲・編曲：田光マコト
2. 約束
作詞・作曲・編曲：河合英嗣
3. Tears Foe Smile（off vocal version）
4. 約束（off vocal version）

##### Vol.3 森下はるか
1. タカラモノ
作詞：ちゃおGIRLS / 作曲：伊東大和 / 編曲：河合英嗣
2. 微笑みの行方
作詞：うらん / 作曲・編曲：大久保薫
3. タカラモノ（off vocal version）
4. 微笑みの行方（off vocal version）

### アルバム

#### キャラクターソングシリーズ
キャラクターソングが収録されているアルバム。2004年6月30日から2004年12月22日までコナミデジタルエンタテインメントから発売された。

##### 1 〜ミルモ・ムルモ・妖精忍者・タコス〜
2004年6月30日に発売。ディスクジャケットには、ミルモ、リルム、ムルモ、ヤシチ、サスケ、ハンゾー、ヤマネ、タコスが描かれている。
収録曲
1. SWEET MIX
歌：ミルモ（小桜エツ子）、ムルモ（釘宮理恵）
作詞：うらん / 作曲・編曲：太田美知彦
2. 忍 -SHINOBI-
歌：妖精忍者（ゆきじ、くまいもとこ、下屋則子、村井かずさ）
作詞・作曲・編曲：河合英嗣
3. タコスのマンボ
歌：タコス（水田わさび）
作詞・作曲・編曲：田光マコト
4. らびゅ らびゅ 〜インストバージョン〜
作曲：片岡嗣実 / 編曲：久米由基
5. SWEET MIX（カラオケ）
6. 忍 -SHINOBI-（カラオケ）
7. タコスのマンボ（カラオケ）

##### 2 〜ミルモ・ヤシチ・かえで・あずみ・アフロ先生・超能力少年サトル・Pマン〜
2004年7月14日に発売。ディスクジャケットには、ミルモ、リルム、ムルモ、南楓、日高安純、アフロ先生、超能力少年サトル、Pマンが描かれている。
収録曲
1. お菓子なふたり 〜ミルモ&ヤシチ〜
歌：ミルモ（小桜エツ子）、ヤシチ（ゆきじ）
作詞：山田ひろし、作曲・編曲：太田美知彦
2. あなたがいるから 〜かえで&あずみ〜
歌：南楓（中原麻衣）、日高安純（ひと美）
作詞：うらん、作曲：古池孝浩、編曲：河合英嗣
3. ナイス！ヒーロー参上 〜アフロ先生&超能力少年サトル&Pマン〜
歌：ミルモ（小桜エツ子）
作詞：うらん、作曲・編曲：大久保薫
4. 僕のトナリ 〜インストバージョン〜
作曲：鈴木捺浩、編曲：久米由基
5. お菓子なふたり（カラオケ）
6. あなたがいるから（カラオケ）
7. ナイス！ヒーロー参上（カラオケ）

##### 3 〜ミルモ・イカス・タコス・かえで・ゆうき・あずみ・まつたけ〜
2004年12月8日に発売。ディスクジャケットには、南楓、結木摂、日高安純、松竹香、ミルモ、リルム、ムルモ、タコス、イカスが描かれている。
1. Ring Ring Christmas
歌：南楓（中原麻衣）、結木摂（徳本恭敏） 、日高安純（ひと美）、松竹香（保志総一朗）
作詞・作曲・編曲：河合英嗣
2. クリクリ・クリスタル
歌：タコス（水田わさび）、イカス（岡野浩介）
作詞・作曲・編曲：田光マコト
3. はじまり
歌：ミルモ（小桜エツ子）
作詞：山田ひろし / 作曲・編曲：太田美知彦
4. たっこでーっす！
作曲：根岸貴幸 / 編曲：久米由基
5. Ring Ring Christmas（カラオケ）
6. クリクリ・クリスタル（カラオケ）
7. はじまり（カラオケ）

##### 4 〜ミルモ・リルム・かえで・ひらい・ほしの〜
2004年12月22日に発売。ディスクジャケットには、南楓、日高安純、平井、星野、ミルモ、リルム、ヤシチ、ムルモが描かれている。
1. ふたりゴト
歌：南楓（中原麻衣）、リルム（麻績村まゆ子）
作詞：うらん / 作曲・編曲：大久保薫
2. 平井と星野のセレナーデ
歌：平井（伊藤健太郎）、星野（橘U子）
作詞・作曲・編曲：田光マコト
3. kumo!cho!讃歌
歌：ミルモ（小桜エツ子）
作詞：うらん / 作曲・編曲：大久保薫
4. あしたになあれ 〜インストバージョン〜
作曲：片岡嗣実 / 編曲：久米由基
5. ふたりゴト（カラオケ）
6. 平井と星野のセレナーデ（カラオケ）
7. kumo!cho!讃歌（カラオケ）

#### フェアリーコンサート 〜みんなで歌おう童謡まつり〜
2004年2月25日にトライエムから発売。テレビアニメ『わがまま☆フェアリーミルモでポン』のキャラクターが童謡を歌唱している楽曲が収録されている。
ディスクジャケットは、南楓、ミルモ、リルム、ヤシチ、ムルモが描かれている。
収録曲
1. Fun! Fun! ★ふぁんたじー 〜楓バージョン〜
歌：南楓（中原麻衣）
作詞：田辺智沙 / 作曲：佐藤泰将 / 編曲：大久保薫
2. おおきなくりのきのしたで
歌：ミルモ（小桜エツ子）、リルム（麻績村まゆ子）
作詞：平多正於
3. あめふり
歌：ミルモ（小桜エツ子）
作詞：北原白秋 / 作曲：中山晋平
4. おかあさん
歌：リルム（麻績村まゆ子）
作詞：田中ナナ / 作曲：中田喜直
5. おもちゃのチャチャチャ
歌：ミルモ（小桜エツ子）
作詞：野坂昭如 / 作曲：越部信義
6. おもちゃのマーチ
歌：リルム（麻績村まゆ子）
作詞：海野厚 / 作曲：小田島樹人
7. ふしぎなポケット
歌：ミルモ（小桜エツ子）
作詞：まど・みちお / 作曲：渡辺茂
8. しゃぼんだま
歌：リルム（麻績村まゆ子）
作詞：野口雨情 / 作曲：中山晋平
9. しあわせならてをたたこう
歌：ミルモ（小桜エツ子）、リルム（麻績村まゆ子）
作詞：木村利人 / 編曲：有田怜
10. アイアイ
歌：ヤシチ（ゆきじ）、ムルモ（釘宮理恵）
作詞：相田裕美 / 作曲：宇野誠一郎
11. いぬのおまわりさん
歌：ムルモ（釘宮理恵）
作詞：佐藤義美 / 作曲：大中恩
12. おばけなんてないさ
歌：ヤシチ（ゆきじ）
作詞：槇みのり / 作曲：峯陽
13. ちょうちょう
歌：ムルモ（釘宮理恵）
作詞：野村秋足
14. ぞうさん
歌：ヤシチ（ゆきじ）
作詞：まど・みちお / 作曲：團伊玖磨
15. めだかのがっこう
歌：ムルモ（釘宮理恵）
作詞：茶木滋 / 作曲：中田喜直
16. ぶんぶんぶん
歌：ヤシチ（ゆきじ）
作詞：村野四郎
17. アイアイ
歌：ヤシチ（ゆきじ）、ムルモ（釘宮理恵）
作詞：相田裕美 / 作曲：宇野誠一郎
18. おおきなふるどけい
歌：南里侑香
作詞：保富康午 / 作曲：ヘンリー・クレイ・ワーク
19. はるがきた
歌：ミルモ（小桜エツ子）、リルム（麻績村まゆ子）、ヤシチ（ゆきじ）、ムルモ（釘宮理恵）
作詞：髙野辰之 / 作曲：岡野貞一
20. こいのぼり
歌：ミルモ（小桜エツ子）、リルム（麻績村まゆ子）、ヤシチ（ゆきじ）、ムルモ（釘宮理恵）
作曲：小出浩平
21. たなばたさま
歌：ミルモ（小桜エツ子）、リルム（麻績村まゆ子）、ヤシチ（ゆきじ）、ムルモ（釘宮理恵）
作詞：権藤花代 / 作曲：下總皖一
22. むしのこえ
歌：ミルモ（小桜エツ子）、リルム（麻績村まゆ子）、ヤシチ（ゆきじ）、ムルモ（釘宮理恵）
23. うれしいひなまつり
歌：ミルモ（小桜エツ子）、リルム（麻績村まゆ子）、ヤシチ（ゆきじ）、ムルモ（釘宮理恵）
作詞：サトウハチロー / 作曲：河村光陽
24. はるよこい
歌：ミルモ（小桜エツ子）、リルム（麻績村まゆ子）、ヤシチ（ゆきじ）、ムルモ（釘宮理恵）
作詞：相馬御風 / 作曲：弘田龍太郎
25. ハッピー♥ラッキー 〜お願いミルモ〜 -みんなで歌っちゃおうバージョン-
歌：ミルモ（小桜エツ子）、リルム（麻績村まゆ子）、ヤシチ（ゆきじ）、ムルモ（釘宮理恵）、南里侑香
作詞：大森祥子 / 作曲：上畑正和 / 編曲：渡部チェル

## コンピレーションアルバム

### さよならミルモ!! ベリーベストソングス
2005年11月2日にコナミデジタルエンタテインメントから発売されたコンピレーション・アルバム。
CDジャケットには、南楓、ミルモ、結木摂、リルム、日高安純、ムルモ、森下はるかが描かれている。
収録曲
1. らびゅ らびゅ
歌：パーキッツ
作詞：ふじのマナミ、作曲・編曲：片岡嗣実
2. オレは最高ミルモだぜぃ
歌：ミルモ（小桜エツ子）
作詞：美多千代子、作曲・編曲：田光マコト
3. WITH
歌：南楓（中原麻衣）
作詞・作曲・編曲：渡邉美佳
4. お菓子なふたり
歌：ミルモ（小桜エツ子）、ヤシチ（ゆきじ）
作詞：山田ひろし、作曲・編曲：太田美知彦
5. 僕のトナリ
歌：Sana
作詞：Sana、作曲：鈴木捺浩、編曲：Haraddy
6. あしたになあれ
歌：パーキッツ
作詞：ふじのマナミ、作曲・編曲：片岡嗣実
7. ふたりゴト
歌：南楓（中原麻衣）、リルム（麻績村まゆ子）
作詞：うらん、作曲・編曲：大久保薫
8. Tears For Smile
歌：結木摂（浪川大輔）
作詞・作曲・編曲：田光マコト
9. 忍 -SHINOBI-
歌：妖精忍者（ゆきじ、くまいもとこ、下屋則子、村井かずさ）
作詞・作曲・編曲：河合英嗣
10. Brownie
歌：Sana
作詞：Sana、作曲：鈴木捺浩、編曲：Haraddy
11. シュガー・シュガー
歌：パーキッツ
作詞：ふじのマナミ、作曲・編曲：片岡嗣実
12. Happy Happy Day shu shu☆
歌：ムルモ（釘宮理恵）
作詞：渡邉美佳、作曲・編曲：田光マコト
13. タカラモノ
歌：森下はるか（雪野五月）
作詞：ちゃおGIRLS、作曲：伊東大和、編曲：河合英嗣
14. Ring Ring Christmas
歌：南楓（中原麻衣）、結城摂（徳本恭敏）、日高安純（ひと美）、松竹香（保志総一朗）
作詞・作曲・編曲：河合英嗣
15. チェリ・ガール
歌：Sana
作詞：Sana、作曲・編曲：orangenoise shortcut

### きいちゃおう ミルモでポン! ベスト
2003年8月21日から2004年1月1日までトライエムから発売された。
タイトルロゴではタイトルに含まれる「ちゃお」が他の文字よりも大きく書かれている。

#### Vol.1
概要
2003年8月21日に発売。ディスクジャケットには、南楓、ミルモ、リルム、ヤシチ、ムルモ、アクミが描かれている。主題歌と雑誌『ちゃお』の付録CDの続編のドラマが収録されている。
収録曲
- 太字は楽曲、斜体はドラマ、それ以外はBGM

1. ハッピー♥ラッキー 〜お願いミルモ〜
歌：kaede-chan
作詞：大森祥子 / 作曲：上畑正和 / 編曲：渡部チェル
オープニングテーマ
2. ミルモ、真夏の忘れもの 〜思い出の花 編〜
3. ミルモとリルム♪愛のえかきうた
歌：ミルモ&リルム（小桜エツ子・麻績村まゆ子）
作詞：ミルモぶんげいぶ / 作曲・編曲：大久保薫
4. PRECIOUS MOMENT
歌：楓&ミルモ（中原麻衣・小桜エツ子）
作詞・作曲：田辺智沙 / 編曲：渡部チェル
エンディングテーマ
5. 大切なともだち
歌：結木&リルム（徳本恭敏・麻績村まゆ子）
作詞：うらん / 作曲・編曲：大久保薫
エンディングテーマ
6. 「ゴメンなさい」は魔法の言葉！
歌：安純&ヤシチ（ひと美・ゆきじ）
作詞：横山武 / 作曲・編曲：渡部チェル
エンディングテーマ
7. スペシャ～ル スマイルッ！
歌：松竹&ムルモ（保志総一朗・釘宮理恵）
作詞：うらん / 作曲・編曲：大久保薫
エンディングテーマ
8. マジカル☆ポ～ン！
歌：妖精たち&人間たち
作詞：うらん / 作曲・編曲：大久保薫
『ちゃお』2003年9月号付録CD「ちゃお400号記念CD」の2トラック目に1番のみのショートバージョンで収録されている。
9. あすなろの唄
歌：近藤薫
作詞・作曲・編曲：近藤薫
エンディングテーマ
10. 『プチミルモ』 『プチリルム』 スペシャルダンス <おまけ>

#### Vol.2
2004年1月1日に発売。CDジャケットには、南楓、ミルモ、リルム、ヤシチ、ムルモが描かれている。
収録曲
1. Fun! Fun! ★ふぁんたじー
歌：南里侑香
作詞：田辺智沙 / 作曲：佐藤泰将 / 編曲：大久保薫
オープニングテーマ
2. ハッピー♥ラッキー 〜お願いミルモ〜
歌：kaede-chan
作詞：大森祥子 / 作曲：上畑正和 / 編曲：渡部チェル
3. BE Be Happy 〜おれがミルモだ、チョコをくれ！〜
歌：ミルモ（小桜エツ子）
作詞：大森祥子 / 作曲・編曲：渡部チェル
4. リルムの日記
歌：リルム（麻績村まゆ子）
作詞：大森祥子 / 作曲・編曲：渡部チェル
5. 妖精忍者見参！
ヤシチ（ゆきじ）
作詞・作曲：田辺智沙 / 編曲：樫原伸彦
6. 無敵のプリティ大作戦
歌：ムルモ（釘宮理恵）
作詞：大森祥子 / 作曲・編曲：渡部チェル
7. なぞのほっぺ
歌：ミルモ（小桜エツ子）、リルム（麻績村まゆ子）、ヤシチ（ゆきじ）、ムルモ（釘宮理恵）
作詞：鎮原ゆりこ / 作曲・編曲：大久保薫
8. Snow magic
歌：南里侑香
作詞：うらん / 作曲・編曲：大久保薫
9. 踊る魔法のおそうざいビョ〜ン
歌：パパムーチョとムチャチータとミルモとリルムとヤシチとムルモ
作詞：夢野萌 / 作曲・編曲：近藤浩章
エンディングテーマ
10. Fun! Fun! ★ふぁんたじー（フェアリーコンサートバージョン）
歌：南楓（中原麻衣）
作詞：田辺智沙 / 作曲：佐藤泰将 / 編曲：大久保薫
11. ミルモの魔法
12. リルムの魔法
13. ヤシチの魔法
14. ムルモの魔法
15. ミルモとヤシチのセッション魔法
16. ミルモとムルモのセッション魔法
17. リルムとヤシチのセッション魔法
18. リルムとムルモのセッション魔法
19. ヤシチとムルモのセッション魔法
20. アクミの魔法
21. ワルモ団のテーマ 〜ずっこけ五人の黒い影〜
22. アクミのテーマ 〜あまのじゃくなイタズラ〜
23. ダアクのテーマ 〜美しき悪の化身〜
24. 沙織のテーマ 〜優しきフルートの調べ〜
25. ミルモのテーマ 〜時には素直な気持ちで〜
26. リルムのテーマ 〜微笑みに咲く花〜
27. ヤシチのテーマ 〜忍びの道をいざ行かん！〜
28. ムルモのテーマ 〜とっておきのプリティ・フェイス〜
29. 楓のテーマ 〜やわらかな想い〜
30. Fun! Fun! ★ふぁんたじー（ピアノバージョン）

### ベストでポン!
2003年2月5日にフェイスレコーズから発売。
テレビアニメ『わがまま☆フェアリー ミルモでポン!』の主題歌、BGMが収録されている。CDジャケットには、ミルモ、リルム、ヤシチ、ムルモ、ナンダカワカンナイノが描かれている。
BGMの作曲は、ヒトヨシノビタが担当している。
収録曲
1. プリティ・ケーキ・マジック
歌：kaede+Cheek Fairy
作詞：白峰美津子 / 作曲・編曲：渡部チェル
オープニングテーマ
2. ミルモのワルツ
歌：kaede
作詞：白峰美津子 / 作曲・編曲：渡部チェル
エンディングテーマ
3. プリティ・ケーキ・マジック（TVサイズバージョン）
歌：kaede+Cheek Fairy
作詞：白峰美津子 / 作曲・編曲：渡部チェル
オープニングテーマ
4. ミルモのワルツ（TVサイズバージョン）
歌：kaede
作詞：白峰美津子 / 作曲・編曲：渡部チェル
5. プリティ・ケーキ・マジック（メロディー入りカラオケ）
6. うきうきミルモ大爆走
7. 楓色の片想い
8. 大好きですわ□ミルモさま
9. 結木の勇気！？
10. 妖精忍者参上！
11. 恋は戦い！
12. マシュマロ・ダンス
13. ぼくはスーパーおぼっちゃま
14. マルモのワルツ
15. 不思議なファンシーショップ
16. 妖精天国
歌：Cheek Fairies
作詞：多聞美一 / 作曲・編曲：渡部チェル
『ちゃお』2002年9月号付録CD「ちゃお25周年記念CD」の4トラック目に収録。
17. ミルモ魔法
18. リルム魔法
19. ヤシチ魔法
20. ムルモ魔法
21. マルモ魔法
22. ワルモ団魔法
23. 楓+ミルモ魔法
24. けちらせ!
歌：ベッキー
作詞：YUKAKO / 作曲・編曲：小野澤篤
オープニングテーマ
25. さらら
歌：ベッキー
作詞：YUKAKO / 作曲・編曲：小野澤篤
エンディングテーマ
26. けちらせ!（TVサイズバージョン）
歌：ベッキー
作詞：YUKAKO / 作曲・編曲：小野澤篤
オープニングテーマ
27. さらら（TVサイズバージョン）
歌：ベッキー
作詞：YUKAkO / 作曲・編曲：小野澤篤
エンディングテーマ

### わんだほう ミルモでベスト!
テレビアニメ『わがまま☆フェアリー ミルモでポン! わんだほう』のアルバム。2004年10月6日から2005年3月24日にコナミデジタルエンタテインメントから発売された。

#### てんこもりだぜい
2004年10月6日に発売された。CDジャケットには、ミルモが描かれている。
収録曲
1. らびゅ らびゅ
歌：パーキッツ
作詞：ふじのマナミ / 作曲・編曲：片岡嗣実
オープニングテーマ
2. お菓子なふたり
歌：ミルモ&ヤシチ（小桜エツ子&ゆきじ）
作詞：山田ひろし / 作曲・編曲：太田美知彦
3. Happy Happy Day Shu Shu☆
歌：ムルモ（釘宮理恵）
作詞：渡邉美佳 / 作曲・編曲：田光マコト
4. ナイス！ヒーロー参上 〜アフロ先生&超能力少年サトル&Pマン〜
歌：ミルモ（小桜エツ子）
作詞：うらん / 作曲・編曲：大久保薫
5. 桃色のきもち
歌：リルム（麻績村まゆ子）
作詞：渡邉美佳 / 作曲・編曲：河合英嗣
6. 安純はホントはお嬢様
作曲：根岸貴幸 / 編曲：久米由基
7. タコスのマンボ
歌：タコス（水田わさび）
作詞・作曲・編曲：田光マコト
8. 忍 -SINOBI-
歌：妖精忍者（ゆきじ、くまいもとこ、下屋則子、村井かずさ）
作詞・作曲・編曲：河合英嗣
9. クローバー
歌：南楓（中原麻衣）
作詞：うらん / 作曲・編曲：大久保薫
10. オレはミルモだぜい
作曲：根岸貴幸 / 編曲：久米由基
11. 僕のトナリ
歌：Sana
作詞：Sana / 作曲：鈴木捺浩 / 編曲：Haraddy
エンディングテーマ
12. ミルモのおかしな言葉（ボーナストラック）
歌：ミルモ（小桜エツ子）、南楓（中原麻衣）、リルム（麻績村まゆ子）、ヤシチ（ゆきじ）、ムルモ（釘宮理恵）、タコス（水田わさび）、サスケ（くまいもとこ）、ハンゾー（下屋則子）、ヤマネ（村井かずさ）
作詞：美多千代子 / 作曲・編曲：河合英嗣

#### 最高だぜい
2005年3月24日に発売された。CDジャケットには、ミルモ、南楓、リルム、結木摂、ヤシチ、日高安純、ムルモ、松竹香、タコスが描かれている。
収録曲
1. あしたになあれ
歌：パーキッツ
作詞：ふじのマナミ / 作曲・編曲：片岡嗣実
オープニングテーマ
2. クリクリ・クリスタル
歌：タコス&イカス（水田わさび&岡野浩介）
作詞・作曲・編曲：田光マコト
3. ビタミンLOVE
作詞：うらん / 作曲・編曲：大久保薫
4. 一緒にいよう
歌：南楓（中原麻衣）
作詞：山田ひろし / 作曲・編曲：太田美知彦
5. オレは最高ミルモだぜぃ
歌：ミルモ（小桜エツ子）
作詞：美多千代子 / 作曲・編曲：田光マコト
6. ちょっぴりHAPPY
作曲：根岸貴幸 / 編曲：久米由基
7. 平井と星野のセレナーデ
歌：平井&星野（伊藤健太郎&橘U子）
作詞・作曲・編曲：田光マコト
8. ふたりゴト
歌：リルム&楓（麻績村まゆ子&中原麻衣）
作詞：うらん / 作曲・編曲：大久保薫
9. Brownie 〜インストバージョン〜
作曲：鈴木捺浩 / 編曲：久米由基
10. うらはらはぁと
歌：ムルモ&パピィ（釘宮理恵&間宮くるみ）
作詞・作曲・編曲：河合英嗣
11. はじまり
歌：ミルモ（小桜エツ子）
作詞：山田ひろし / 作曲・編曲：太田美知彦
12. Brownie
歌：Sana
作詞：Sana / 作曲：鈴木捺浩 / 編曲：Haraddy
エンディングテーマ

## ドラマCD
2003年11月21日にトライエムから発売。
テレビアニメ『わがまま☆フェアリー ミルモでポン!』のドラマCDで、ドラマとオリジナルソングを収録している。ディスクジャケットには、南楓、ミルモ、結木摂、リルム、日高安純、ヤシチ、松竹香、ムルモが描かれている。
3トラック目の「なぞのほっぺ」は、ちゃおの「ミルモの歌 大募集!!」のグランプリ曲である。
収録曲
1. Snow magic
歌：南里侑香
作詞：うらん、作曲・編曲：大久保薫
2. ちょっとすてきな物語り 〜冬編〜
キャスト：中原麻衣、小桜エツ子、徳本恭敏、麻績村まゆ子、ひと美、ゆきじ、保志総一朗、釘宮理恵
3. なぞのほっぺ
歌：ミルモ（小桜エツ子）、リルム（麻績村まゆ子）、ヤシチ（ゆきじ）、ムルモ（釘宮理恵）
作詞：鎮原ゆりこ、作曲・編曲：大久保薫

## サウンドトラック

### 第3期（サウンドトラック）
2004年8月25日から2005年2月23日にコナミデジタルエンタテインメントから発売された。

#### Vol.1
2004年8月25日に発売された。CDジャケットには、ミルモ、リルム、ヤシチ、ムルモが描かれている。音楽は、根岸貴幸が担当している。
収録曲
1. らびゅ らびゅ 〜TVバージョン〜
歌：パーキッツ
作詞：ふじのマナミ / 作曲・編曲：片岡嗣実
オープニングテーマ
2. オレはミルモだぜい
3. ミルモかっこいいぜ
4. ほにょにょ〜って
5. ミルモのやさしさ
6. ミルモの里の仲間たち
7. ミルモ王国ここにあり
8. ぱんぱかぱーん
9. 私リルムと申します
10. ミルモ様…
11. かわいいリルム
12. 拙者はヤシチ
13. ずっこけずっこけずっこけ
14. 妖精忍者見参！
15. あーい！ムルモでしゅ
16. きゃは！かわいいでしょ
17. ムフフフフ…まんまとひっかかったでしゅ
18. われら5つの黒い影！ ワルモ団参上！
19. たっこでーっす！
20. Dear YUKI from KAEDE
21. 安純はホントはお嬢様
22. あまえんぼうの松竹くん
23. 超エリートくのいちヤマネ
24. クリスタルみーっけ！
25. いつもの風景
26. ミモモとクモモは商売上手
27. はちゃめちゃめちゃくちゃ
28. それからそれから…
29. ミルモの魔法！
30. リルムの魔法！
31. ムルモの魔法！
32. ヤシチの魔法！
33. ミルモと楓の魔法！
34. リルムと結木の魔法！
35. ムルモと松竹の魔法！
36. ヤシチと安純の魔法！
37. さーて今日のミルモは…
38. 新妖精みーっつけったー
39. おまけ！ワルモ団の魔法
40. 僕のトナリ 〜TVバージョン〜
Sana
作詞：Sana / 作曲：鈴木捺浩 / 編曲：Haraddy
エンディングテーマ

#### Vol.2
2005年2月23日に発売された。CDジャケットには、南楓、ミルモ、結木摂、リルム、日高安純、ヤシチ、松竹香、ムルモ、タコスが描かれている。
音楽は、根岸貴幸が担当している。
収録曲
1. あしたになあれ 〜TVバージョン〜
歌：パーキッツ
作詞：ふじのマナミ / 作曲・編曲：片岡嗣実
オープニングテーマ
2. 対決！
3. 絶体絶命！
4. 挫折…
5. 悲しみ…
6. 悲しみ…でも耐える！
7. ミルモと楓、友達のテーマ
8. ちょっぴりHAPPY
9. ミルモの城の舞踏会
10. 変身？リルム！
11. ヤシチくんったら…
12. 聖なる神、ガイア族
13. マジで聖なる神、ガイア族
14. 楓はのんびりやさん
15. み～な～み～さ～ん！
16. 僕はアイドル松竹香！
17. 妖精井戸端会議
18. 妖精のきもち
19. 妖精ファンタジー
20. まてまてまてーい
21. 魔法大戦
22. ぼけぼけぼーけ
23. とにかく楽しくいきましょう！
24. 今日は何があるのかな？
25. さわやかな朝
26. よかったよかった！
27. Brownie 〜TVバージョン〜
歌：Sana
作詞：Sana / 作曲：鈴木捺浩 / 編曲：Haraddy
エンディングテーマ

### 第4期（サウンドトラック）
2005年8月3日にコナミデジタルエンタテインメントから発売された。
テレビアニメ『わがまま☆フェアリー ミルモでポン! ちゃあみんぐ』のサウンドトラック。CDジャケットには、南楓、ミルモ、結木摂、リルム、日高安純、ヤシチ、松竹香、ムルモ、住田光一、パピィ、森下はるか、パンタが描かれている。
音楽は、根岸貴幸が担当している。
収録曲
1. シュガー・シュガー（TVバージョン）
歌：パーキッツ
作詞：ふじのマナミ / 作曲・編曲：片岡嗣実
オープニングテーマ
2. 住田光一のテーマ（明るく）
3. 住田光一のテーマ（楓に対する思い）
4. 住田光一のテーマ（多少のカッコヨサ）
5. 結木摂のテーマ（優等生）
6. 結木摂のテーマ（優しさ）
7. 結木摂のテーマ（物思いにふける）
8. 森下はるかのテーマ（素敵な優等生）
9. 森下はるかのテーマ（優しさ）
10. 森下はるかのテーマ（多少の気の強さ）
11. パピィのテーマ（かわいらしさ）
12. パピィのテーマ（本心とは裏腹）
13. パピィのテーマ（悲しみ）
14. パンタのテーマ（不気味な登場）
15. パンタのテーマ（かわいらしさ）
16. パンタのテーマ（喜び）
17. 学園のテーマ（授業中）
18. 学園のテーマ（休み時間）
19. 南楓のロマンス
20. 南楓のロマンス（乙女チック）
21. ラブストーリー（学園ラブ）
22. ラブストーリー（クラシックな）
23. 悲劇 悲しみ
24. 落ち込む
25. ロマンスEND
26. コミカルEND
27. ズッコケEND
28. サブタイトル
29. アイキャッチA
30. アイキャッチB
31. ファッションチェック
32. チェリ・ガール（TVバージョン）
歌：Sana
作詞：Sana / 作曲・編曲：orangenoise shortcut
エンディングテーマ